# Radioaltimetro

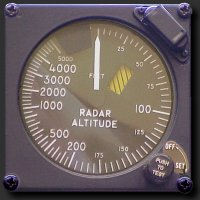
Il quadrante di un radioaltimetro

Il radioaltimetro (anche chiamato radar altimetro o radar altimetrico) è uno strumento di misura presente su molti velivoli e fornisce la distanza presente tra il velivolo e il suolo.

## Principio di funzionamento
Si tratta di un sensore a tempo di volo, che sfruttando lo stesso principio di funzionamento del radar, trasmette treni di onde elettromagnetiche verso il suolo. Misurando il tempo che un treno di onde impiega a raggiungere il suolo e ritornare verso il velivolo, e conoscendo la velocità di tali onde, che è costante, è possibile ottenere la misura della distanza.
Alternativamente è possibile inviare a terra un segnale continuo con frequenza modulata, e misurando le variazioni della frequenza è possibile misurare la quota del velivolo. Questo tipo di sensore, grazie alla maggiore robustezza e precisione, è diventato di uso prevalente, ed è quindi fra gli strumenti più utilizzati.

## Applicazioni civili
I radioaltimetri sono di frequente impiegati sui velivoli commerciali per l'avvicinamento e l'atterraggio, specialmente in condizioni di scarsa visibilità (vedasi le regole del volo strumentale), per gli avvicinamenti strumentali forniscono l'altezza dal suolo all'autopilota in modo che questi conoscendo l'altezza dell'aeromobile dal suolo possa correggere con entità adeguata gli scostamenti dal sentiero di avvicinamento (ILS). Inoltre in caso di autoland (atterraggio automatico) fornisce al sistema gli input necessari per sapere quando iniziare la manovra di decrabbing (allineamento con la pista) e di flare (riduzione della velocità).
Nelle applicazioni aeronautiche i radioaltimetri forniscono generalmente indicazioni fino a 2.500 piedi.
Uno dei vari sistemi che usa i dati forniti dal radioaltimetro è il TCAS (Traffic Collision Avoidance System) che utilizza questi dati per escludere le resolution advisories al disotto di una certa altezza dal suolo (in generale 1000 piedi). Oggigiorno, quasi tutte le linee aeree sono equipaggiate con almeno un radioaltimetro se non generalmente di parecchi radioaltimetri, poiché sono essenziali alle possibilità di atterraggio automatico (il determinare la quota attraverso altri metodi quali il GPS non è consentito dalla legislazione corrente). Finanche le linee aeree più vecchie a partire dal 1960, quali il Concorde e il BAC 1-11 erano così equipaggiati, e oggi persino aerolinee più piccole della classe al disotto dei cinquanta posti ne sono provvisti (tali quali le serie ATR 42 e BAe Jetstream).
I radioaltimetri sono essenziali nei sistemi GPWS (Ground Proximity Warning System), per avvertire il pilota qualora il velivolo stesse volando troppo basso o discendendo troppo rapidamente. Comunque, i radioaltimetri non possono vedere, per come sono posizionati, il terreno immediatamente davanti al velivolo, ma solamente quello immediatamente disotto ad esso; tale funzionalità richiede o la conoscenza della posizione e del terreno o la disponibilità di un radar di inseguimento del profilo del terreno (TFR - Terrain Following Radar) che ricorre a tecnologie simili a quelle del radioaltimetro.
È interessante notare che mentre questi strumenti sono denominati altimetri, l'informazione che forniscono è la quota e non l'altitudine, cioè l'altezza del velivolo rispetto al suolo e non rispetto al mare: l'altezza rispetto al mare viene comunemente fornita da un altimetro barometrico.In alcune strumentazioni ricorre il termine "altezza radio" ma ai fini comunicativi, il termine quota viene sempre utilizzato.
Normalmente i radioaltimetri lavorano nella banda E, o Ka o S per le misure di quota rispetto al mare maggiormente progredite. I radioaltimetri forniscono appunto un metodo affidabile e accurato per misurare la quota al disopra dell'acqua, nei voli su rotte marine. È tuttavia critico il loro impiego quando si vola verso oppure ci si allontana dalle piattaforme petrolifere.

## Applicazioni militari
I radioaltimetri sono pure impiegati sui velivoli militari per volare estremamente basso e radente al suolo onde evitare il rilevamento radar dell'artiglieria contraerea o dei missili terra-aria. La tecnologia dei radioaltimetri è anche utilizzata nei radar di inseguimento terreno (Terrain Following Radar) per consentire ai velivoli da caccia di volare a quote bassissime.